# San Nicolás Tecomatlán
San Nicolás Tecomatlán är en ort i Mexiko.   Den ligger i kommunen Ajacuba och delstaten Hidalgo, i den sydöstra delen av landet, 80 km norr om huvudstaden Mexico City. San Nicolás Tecomatlán ligger 2 189 meter över havet och antalet invånare är 2 375.
Terrängen runt San Nicolás Tecomatlán är huvudsakligen kuperad, men norrut är den platt. Terrängen runt San Nicolás Tecomatlán sluttar norrut. Runt San Nicolás Tecomatlán är det ganska glesbefolkat, med 34 invånare per kvadratkilometer. Närmaste större samhälle är San Salvador, 12,0 km norr om San Nicolás Tecomatlán. Omgivningarna runt San Nicolás Tecomatlán är i huvudsak ett öppet busklandskap.